# STC2
STC2‏ (Stanniocalcin 2) هوَ بروتين يُشَفر بواسطة جين STC2 في الإنسان.